# Mark S. Schweiker
Mark Steven Schweiker (ur. 31 stycznia 1953 w Levittown) – amerykański polityk ze stanu Pensylwania, działaczem Partii Republikańskiej. W latach 2001–2003 pełnił funkcję gubernatora swego rodzinnego stanu.
Urodził się w rodzinie o pewnych tradycjach politycznych. Jego krewny, Richard Schweiker, był przez wiele lat Senatorem z Pensylwanii i członkiem gabinetu prezydenta Ronalda Reagana. Przyszły gubernator uczęszczał do Bishop Egan High School w Bucks County i ukończył studia na Bloomsburg University of Pennsylvania.
Schweiker wkroczył w działalność polityczną w roku 1979. W roku zaś 1987 został naczelnikiem władzy wykonawczej w Bucks County. W roku 1994 ubiegał się o nominację republikanów jako ich kandydat na stanowisko wicegubernatora, którą uzyskał. Wraz z kongresmanem Tomem Ridge'em, który kandydował na gubernatora, pokonali demokratyczny tandem Mark Singel (ówczesny wicegubernator) – Tom Foley (ówczesny stanowy sekretarz pracy) stosunkiem 44%-42% głosów. Niezależny kandydat Peg Luksik uzyskał 13%. Ridge i Schweiker zostali łatwo wybrani ponownie w roku 1998. Tak też Mark S. Schweiker pełnił urząd zastępcy szefa władzy wykonawczej Pensylwanii w latach 1995–2001. Z urzędu przewodniczył takim organom jak Pennsylvania Emergency Management Council, The Board of Pardons (Rada ds. Ułaskawień), The Governor's Council on Recycling Development oraz Waste Reduction. Nadzorował też działalność stanowej stacji radiowej i działania jednostek antyterrorystycznych.
Po atakach 11 września 2001 prezydent George W. Bush utworzył nowy resort ds. bezpieczeństwa krajowego (ang. Homeland Security) i powołał na to stanowisko gubernatora Ridge'a. Między 1 a 5 października Schweiker był tymczasowym gubernatorem (acting governor), a po zatwierdzeniu Ridge'a został zaprzysiężony na 44. gubernatora swego stanu. Urząd pełnił między 5 października 2001 a 1 stycznia 2003. Był jedynym gubernatorem, który objął urząd (pośrednio) na skutek wrześniowego ataku. Wedle postanowień pensylwańskiej konstytucji tymczasowym wicegubernatorem został ówczesny prezydent pro tempore stanowego Senatu (któremu notabene przedtem ex officio przewodził Schweiker) Robert Jubelirer.
Jako gubernator Schweiker zapisał się wzmocnieniem systemów bezpieczeństwa pensylwańskich elektrowni atomowych, powołaniem dalszych antyterrorystycznych formacji oraz reformami policji.
W czasie katastrofy spowodowanej wybuchem górniczych materiałów wybuchowych w kopalni w Somerset County Schweiker zainicjował, w opinii wielu, najskuteczniejszą akcję ratunkową w historii USA.
Schweiker, mimo iż sondaże dawały mu poczucie bezpieczeństwa, postanowił nie ubiegać się o własną kadencję w roku 2002. Jego następcą został demokrata Ed Rendell. W lutym 2003 roku został przewodniczącym Philadelphia Chamber of Commerce.
Jest katolikiem. Jest też żonaty i ma trójkę dzieci.